# Vanishing Waves
Pour les articles homonymes, voir Aurora.
Pour plus de détails, voir Fiche technique et Distribution.
Vanishing Waves (Aurora) est un film belgo-franco-lituanien co-écrit et réalisé par Kristina Buožytė, sorti en 2012.
Il est sélectionné et présenté en avant-première au Festival international du film de Karlovy Vary 2012.

## Synopsis
Le film raconte l'histoire de Lukas, un scientifique, qui entre dans les pensées d'Aurora, une femme dans le coma.

## Fiche technique
Sauf indication contraire, les informations mentionnées dans cette section peuvent être confirmées par la base de données cinématographiques IMDb,  présente dans la section « Liens externes ».
- Titre original : Aurora
- Titre français : Vanishing Waves
- Réalisation : Kristina Buožytė
- Scénario : Kristina Buožytė et Bruno Samper
- Musique : Peter von Poehl
- Décors : Audrius Dumikas et Algis Garbaciauskas
- Costumes : Daiva Petrulyte
- Photographie : Feliksas Abrukauskas
- Montage : Suzanne Fenn
- Production : Ieva Norviliene
- Coproduction : Chica Benadava, Ludi Boeken et Pascal Judelewicz
- Sociétés de production : Tremora ; Acajou Films et Les Films 2 Cinema (coproductions)
- Société de distribution : Helios Films (France)
- Pays de production :  Lituanie /  France /  Belgique
- Langue originale : lituanien, anglais, français
- Format : couleur
- Genres : science-fiction ; romance, thriller
- Durée : 124 minutes
- Dates de sortie :
  - République tchèque : 29 juin 2022 (avant-première au Festival international du film de Karlovy Vary)
  - Lituanie : 4 janvier 2013
  - France : 29 mai 2013
  - Belgique : n/a

## Distribution
- Marius Jampolskis : Lukas
- Jurga Jutaite : Aurora
- Rudolfas Jansonas : Jonas
- Vytautas Kaniusonis : Mantas
- Martina Jablonskyte : Lina
- Darius Meskauskas : Darius
- Sharunas Bartas : l'Homme
- Brice Fournier : Thomas
- Philip Lenkowsky : Damien
- Frédéric Andrau : Jacques
- Maciej Marczewski : Alex
- Nicolas Simon : Rubin
- Arnoldas Eisimantas : Paulius
- Gabija Ryskuviene : le docteur
- Rasmante Burzaite : l'infirmière

## Distinctions

### Récompenses
- Méliès d'or du meilleur film européen fantastique ou de science-fiction 2012

### Sélection
- Festival international du film fantastique de Neuchâtel : mention spéciale du public